# Parafia Matki Bożej Częstochowskiej w Czerwiennem
Parafia Matki Bożej Częstochowskiej w Czerwiennem – parafia należąca do dekanatu Czarny Dunajec archidiecezji Krakowskiej. Parafię w Czerwiennem prowadzi zakon paulinów.

## Historia
Parafia została erygowana przez Franciszka Macharskiego 29 maja 1988 roku. Budowę kościoła rozpoczęto w 1987 roku. Został on poświęcony 26 sierpnia 1991 roku. Konsekracji dokonał bp. F. Macharski 27 sierpnia 2000 roku. 28 maja 2023 decyzją Marka Jędraszewskiego kościół stał się sanktuarium kardynała Stefana Wyszyńskiego. 

## Proboszczowie
- o. Edmund Krynicki (1988–1889)[1]
- o. Antoni Sąkól (1889–2002)[3]
- o. Ryszard Kowalski (2005–2011)[4]
- o. Leon Chałupka (2011– 2014)[5]
- o. Mirosław Górkiewicz (2014–2017 )[5]
- o. Jerzy Kielech (2017–2023)[6]
- o. Piotr Polek (2023 – )[6]